# Révolution davidienne

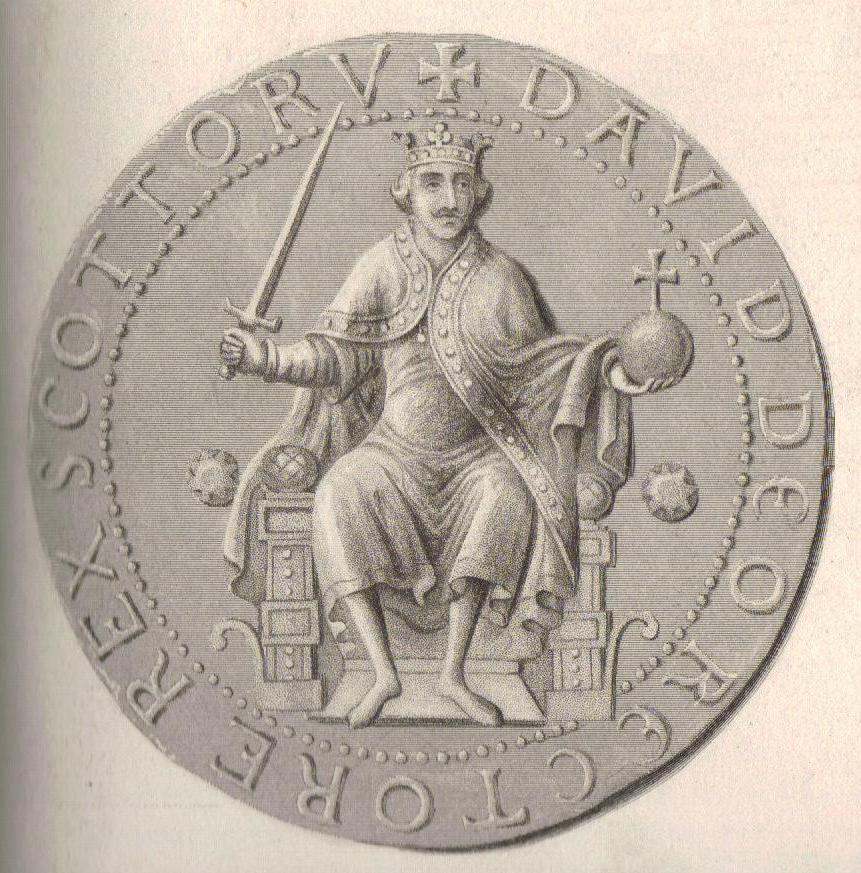
Sceau de David I, le représentant à la façon européenne.

La révolution davidienne (Davidian Revolution en anglais) est un terme utilisé par certains historiens pour qualifier les grands changements qu'a connus le Royaume d'Écosse durant le règne de David Ier d'Écosse (1124-1153). Ces changements comprennent notamment des créations de burghs, la mise en place effective de la réforme grégorienne, la fondation de monastères, la normandisation du gouvernement écossais et l'introduction du féodalisme par le biais des chevaliers normands et anglo-normands.

## Aperçu d'ensemble
Le roi David est généralement vu comme un des plus importants monarques dans l'histoire de l'Écosse. C'est pourquoi G.W.S. Barrow et Lynch ont tous deux utilisé le terme de « révolution davidienne » pour qualifier les changements intervenus pendant son règne,. La « révolution » de David est à la base du développement de l'Écosse au Moyen Âge, car les changements qu'elle a instaurés ont donné naissance à l'ensemble des institutions du gouvernement écossais du bas Moyen Âge.
Barrow résume les divers objectifs de David dans sa détermination de « d'entourer sa résidence royale et ses satellites marchands et ecclésiastiques d'un cercle d'amis et de partisans proches, liés à lui et ses héritiers par des obligations féodales et capables de le soutenir militairement ou de remplir des fonctions administratives efficacement » .
Depuis les travaux fondateurs de Robert Bartlett, The Making of Europe: Conquest, Colonization and Cultural Change, 950–1350 (1993), et ceux de Moore qui les appuient dans The First European Revolution, c.970–1215 (2000), il est devenu de plus en plus apparent qu'il était plus facile de comprendre la « révolution » apportée par David en s'intéressant aux changements qui s'effectuent à l'échelle européenne. L'idée principale est qu'à partir du Xe siècle, la culture et les institutions carolingiennes de la France et de l'ouest de l'Allemagne s'étendent à plusieurs régions environnantes, ce qui conduit à former une "Europe" plus identifiable. Dans ce modèle, l'ancien empire carolingien forme un « noyau », et les régions alentour en sont la périphérie. La conquête normande de l'Angleterre à partir de 1066 a en quelque sorte permis l'intégration de l'Angleterre à ce « noyau ». Ainsi, dès le règne de Malcolm III d'Écosse, le père de David, l'Écosse, qui se retrouve en relation directe avec la culture et le système appliqué en Europe, semble cruellement manquer d'une religion catholique forte, un gouvernement royal réellement centralisé, de divers documents écrits officiels, d'une monnaie, de villes marchande et d'une cavalerie d'élite. À la fin du règne de David, elle a acquis tous ces éléments,,,.
Durant le règne de David Ier, on observe des preuves notables de cette « européanisation » de l'Écosse – l'adoption d'un système politique, économique, social et culturel propre à la civilisation médiéval, bien qu'adapté au monde écossais, dans ce pays mais également dans d'autres régions environnantes ont permis pour la première fois l'apparition d'une « Europe » en tant qu'entité clairement identifiable,,,.  Cela ne signifie pas que la culture gaélique du pays disparaît complètement, l'application du modèle de l'Europe médiévale se faisant généralement sans destruction des bases culturelles des pays qui l'adoptent,.

### La révolution européenne: le contexte gaélique
Cependant, la vie de David comme un « réformateur » conserve les racines gaéliques du pays. Cela est particulièrement vrai quand on observe l'enthousiasme de David pour la réforme grégorienne. Celle-ci est un mouvement révolutionnaire à travers l'église de l'Ouest de l'Europe qui débute sous la papauté de Grégoire VII. Elle prêche une plus grande rigueur spirituelle, une discipline ecclésiastique et l'obéissance à la papauté et à sa théologie,,,. Les Normands installés en Angleterre adoptent cette idéologie, et qualifient rapidement les mondes écossais et gaélique irlandais comme spirituellement en retard. Cet état d'esprit est bien visible dans la biographie de la mère de David Ier, Marguerite, écrite par son confesseur Thurgot à la demande de la cour royale anglaise. Toutefois, jusqu'à cette période, les moines gaéliques (appelé parfois Céli Dé) venus d'Irlande et d'Écosse ont souvent introduit leurs propres réformes ascétiques en Grande-Bretagne et en Europe continentale, où ils ont fondé plusieurs de leurs maisons monastiques.
Depuis la fin du XIe siècle, divers princes gaéliques ont essayé d'intégrer les principes de la réforme grégorienne, comme par exemple Muirchertach Ua Briain, Toirdelbach Ua Conchobair, Edgar d'Écosse et Alexandre Ier d'Écosse. Benjamin Hudson insiste sur l'unité culturelle entre l'Écosse et l'Irlande à cette période, en évoquant l'exemple de la coopération entre David Ier, l'instigateur de la réforme en Écosse, et son équivalent irlandais saint Malachy, ce qui montre que dans le contexte gaélique la réforme instiguée par David est une réforme typiquement anglo-normande. En effet, le monde gaélique n'a jamais été déconnecté de ses voisins anglais ou du continent. Ainsi les guerriers et hommes d'Église gaéliques ont régulièrement voyagé à travers l'Angleterre et le continent. Le prédécesseur de David, Macbeth Ier d'Écosse, a utilisé des mercenaires normands avant même la conquête de l'Angleterre, et les exilés anglais après la conquête normande se sont réfugiés auprès des cours de Malcolm III d'Écosse et Toirdelbach Ua Briain, roi d'Irlande.

## Gouvernance et féodalisme

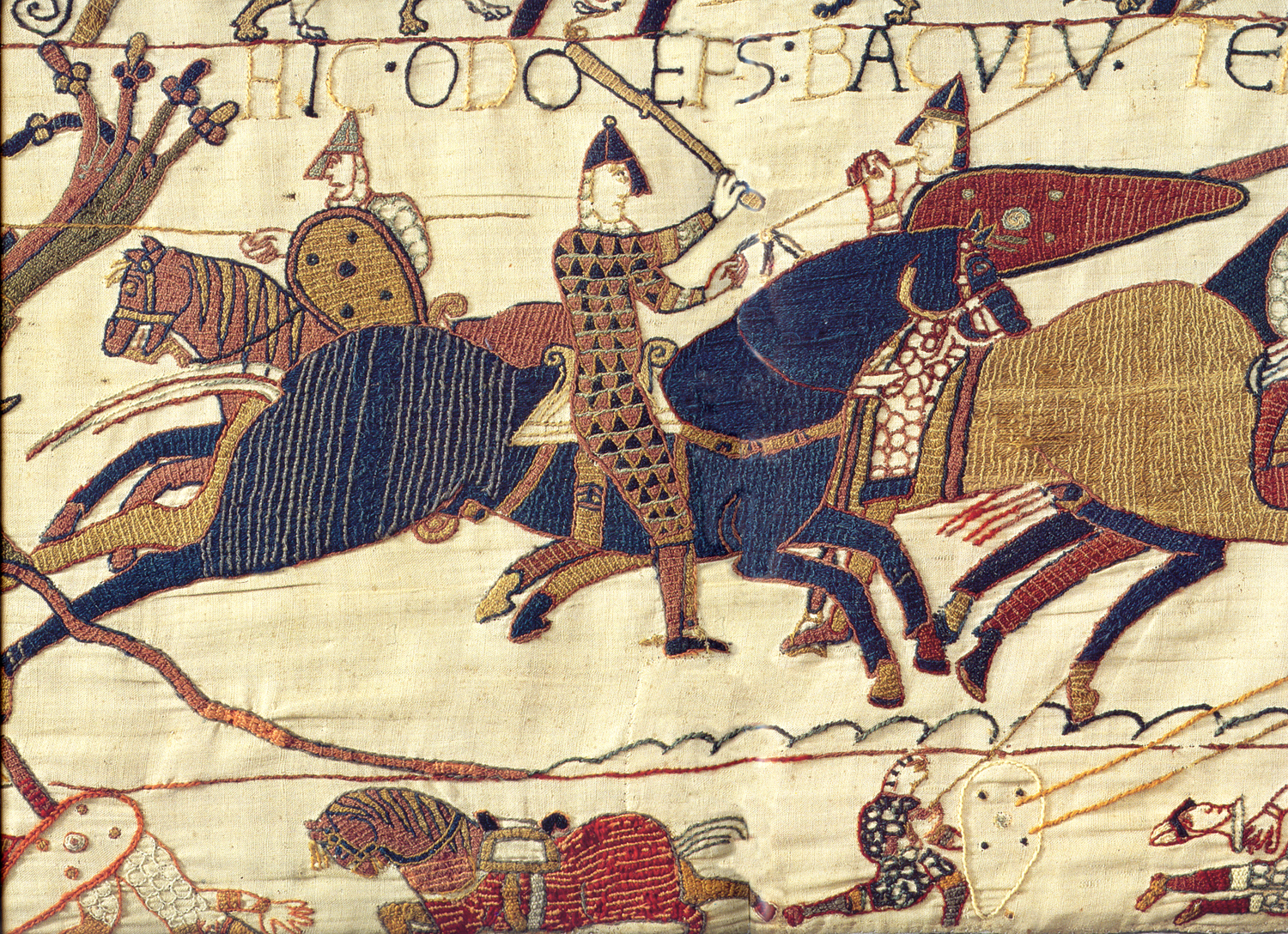
Tapisserie de Bayeux montrant des chevaliers normands au combat un demi-siècle avant le règne de David.

L'arrivée de nombreux chevaliers étrangers et l'introduction du système féodal et des relations clairement définies entre les seigneurs et leurs vassaux qui vont avec révolutionne la façon avec laquelle le royaume d'Écosse est gouverné. La multiplication de nouvelles mottes castrales occupées par des agents royaux chargés de surveiller le bon fonctionnement des nouvelles institutions judiciaires et des shériffdoms, chargés de l'imposition et de l'application de la loi, contribue également à rapprocher l'Écosse du « modèle européen » ,.

### Le féodalisme militaire
L’Écosse à cette période s'essaie à de nouvelles pratiques en matière de gouvernance, et importe de nombreux chevaliers venus de l'étranger, et notamment de France. On place souvent le commencement du féodalisme au règne de David. Geoffrey Barrow écrit que le règne de David a vu « une révolution dans les lois dynastiques écossaises » ainsi que des « innovations fondamentales dans l'organisation militaire » et « dans la compositions et les caractéristiques dominantes de la classe gouvernante ». On définit parfois ces changements comme « la construction de châteaux, l'utilisation d'une cavalerie professionnelle, les frais liés aux chevaliers » ainsi que l' « hommage et la loyauté ». David établit des seigneuries féodales à large échelle sur sa principauté de Cumbrie pour les principaux membres de son entourage militaire français qui lui permet d'assurer son pouvoir. De plus, d'autres seigneuries plus petites ont également été créées. Un exemple en est Freskin. Ce nom apparaît dans une charte signée du petit-fils de David, Guillaume Ier d'Écosse pour le fils de Freskin, William, qui se voit offrir Strathbrock dans le West Lothian et Duffus, Kintrae, et d'autres terres en Moray, « que son père possédait du temps du roi David » . Le nom de Freskin est d'origine flamande, et d'après Geoffrey Barrow, « c'est presque sûr que Freskin appartenait à un groupe de colons flamands qui vint en Écosse au milieu du XIIe siècle et que l'on pouvait rencontrés dans l'Ouest Lothian et la vallée de la Clyde » . Freskin fait construire un château dans le lointain territoire de Moray, et comme il n'a aucun lien avec les grandes familles de la région, il doit uniquement son pouvoir au roi, ce qui le place encore plus fermement sous l'autorité de ce dernier. Cette acquisition de terre ne semble pas unique et fait vraisemblablement partie d'une politique de David pour mieux contrôler le Moray après la mort du mormaer Angus de Moray.

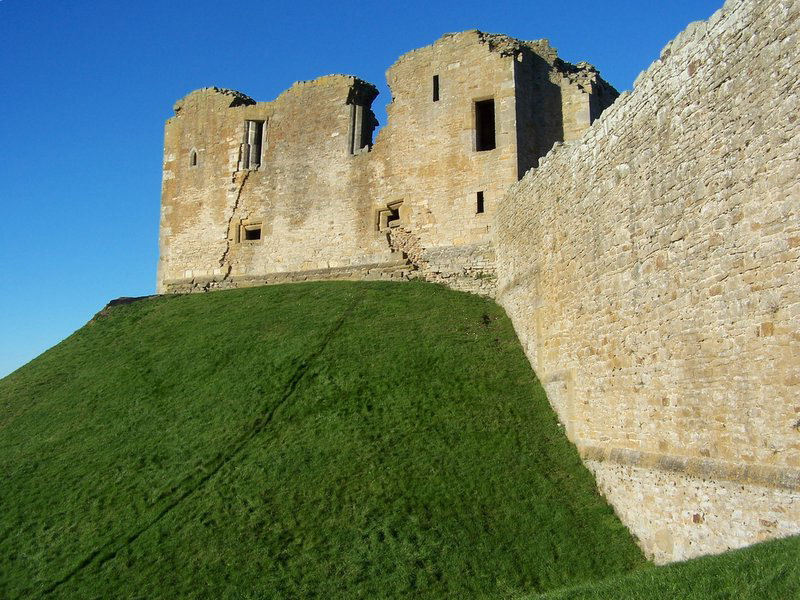
Le château de Duffus, peut-être commencé par Freskin.

### Anglo-normandisation du gouvernement
Petit à petit au cours du règne de David, le gouvernement de l'Écosse, ou plutôt de la partie de l'Écosse effectivement administrée par le roi, se rapproche du gouvernement anglo-normand. Les nouveaux sheriffdoms permettent au roi d'administrer des territoires éloignés. Au cours du règne de David, des shérifs ont ainsi été établis dans les principaux territoires royaux, chronologiquement à Roxburgh, Scone, Berwick-upon-Tweed, Stirling et Perth. Un contrôle judiciaire est également mis en place sous le règne de David, par l'établissement d'institutions judiciaires, une au nord de la Forth et une au sud de cette rivière et à l'est de Galloway. Bien que ces institutions sont d'origine anglo-normande, elles forment une certaine continuité avec els institutions gaéliques qui les précédaient. Ainsi au nord de la Forth c'est le mormaer Causantín of Fife qui devient judex magnus, illustrant la théorie de « l'équilibre entre l'ancien et le nouveau monde » soutenue par Barrow.

## David Ieret l'économie

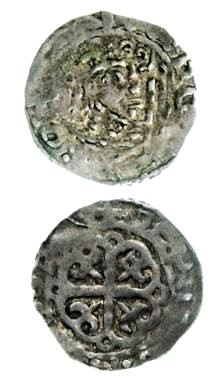
Pièce en argent de David Ier.

### Les mines d'Alston
Une source importante de richesse pour David est le revenu qu'il reçoit de son comté anglais et des bénéfices réalisés par les mines d'argent d'Alston. L'argent d'Alston permet à David de frapper sa propre monnaie, et de poursuivre son projet de lier le pouvoir royal et l'expansion économique du pays,,,.
Le programme de construction dépend de ce revenu, et la consommation de biens étrangers et exotiques se développe. Il faut aussi noter que les pièces de monnaie a une influence auprès de la population qui l'utilise. En effet, elle est marquée de l'image du roi, et permet à cette image d'être vulgarisée à tous les gens qui utilise cette monnaie, ce qui modifie un peu la nature du commerce,. Bien que la monnaie circulait en Écosse avant David, il s'agissait d'objets étrangers, qu'une très faible part de la population utilisait. L'arrivée d'une monnaie propre au pays – comme l'arrivée de villes, lois et chartes – marque l'européanisation de l'Écosse.

### Création de burghs

Les bourgs établis en Écosse avant l'arrivée au pouvoir du successeur et petit-fils de David, Malcolm IV d'Écosse.

David est également un grand bâtisseur de villes. Il a en partie utilisé le revenu anglais que lui apportait son mariage avec Maud d'Huntingdon pour financer la construction des premières véritables villes d'Écosse, qui permirent à leur tour d'en bâtir de nouvelles.
En tant que Prince de Cumbrie, David fonde les deux premiers burghs d'Écosse à Roxburgh et Berwick. Ces burghs ont des frontières bien délimitées et garantissent les droits de commerce. C'est le lieu où le roi peut collecter et vendre les produits de son « cain » et « conveth ». Ces burghs sont les premières villes d'Écosse,, David fonde la plupart de ces burghs lorsqu'il devient roi. Avant 1135, David entreprend la fondation de nouveaux burghs, cette fois à l'intérieur des nouveaux territoires qu'il a acquis en devenant roi des Écossais ; des burghs sont ainsi fondés à Stirling, Dunfermline et Édimbourg, trois lieux de résidence appréciés par David. Environ 15 burghs sont fondés sous le règne de David Ier, bien que du fait de la disparité des sources, ce nombre reste incertain.

### Conséquence des burghs
La fondation de burgh est peut-être l'acte de David qui a les plus importantes conséquences. Aucune institution n'aurait pu réformer à long terme l'économie du pays et la société écossaise comme l'ont fait les burghs. Ces villes organisées sont imprégnées de la culture anglaise ; ainsi William of Newburgh écrit sous le règne de Guillaume Ier d'Écosse que les « burghs ont la réputation d'être habités par des Anglais » et le fait que les natifs écossais n'ont pas su s'imposer dans ces bourgs a conduit à mettre en difficulté la langue écossaise et à donner naissance à l'idée des Lowlands
La thèse selon laquelle la création de ces villes est responsable indirectement du fort développement économique en Europe est généralement reconnue, à partir de l'époque d'Henri Pirenne un siècle plus tôt. Le commerce qu'elles génèrent et les avantages économiques dont bénéficient les villes marchandes en Europe du Nord au XIe  et  XIIe siècle permet, par les revenus nouveaux, à la société de se diversifier et d'assurer la croissance future. La création par David de 7 communautés de ce type dans d'anciens centre royaux et même sur des sites nouveaux, a été d'une importance capitale pour l'Écosse. Bien que cela ne peut pas, dans un premier temps, concerné plus qu'un noyau de marchands immigrants utilisant ces lieux de commerce pour échanger la récolte locale, de forts espoirs entourent ces fondations. L'ouverture des burghs au monde à révolutionner le commerce international et sa gestion par les chefs d'état.

## Réforme religieuse
Les changements pour lesquels David reste le plus célèbre sont toutefois ses réformes religieuses. Cela est certainement lié au fait que la plupart des sources dont on dispose sont des moines ou des clercs de l'église réformé qui sont reconnaissant à David pour ses efforts. On peut diviser ces réformes en deux catégories : le patronage monastique et la restructuration ecclésiastique.

### Patronage monastique

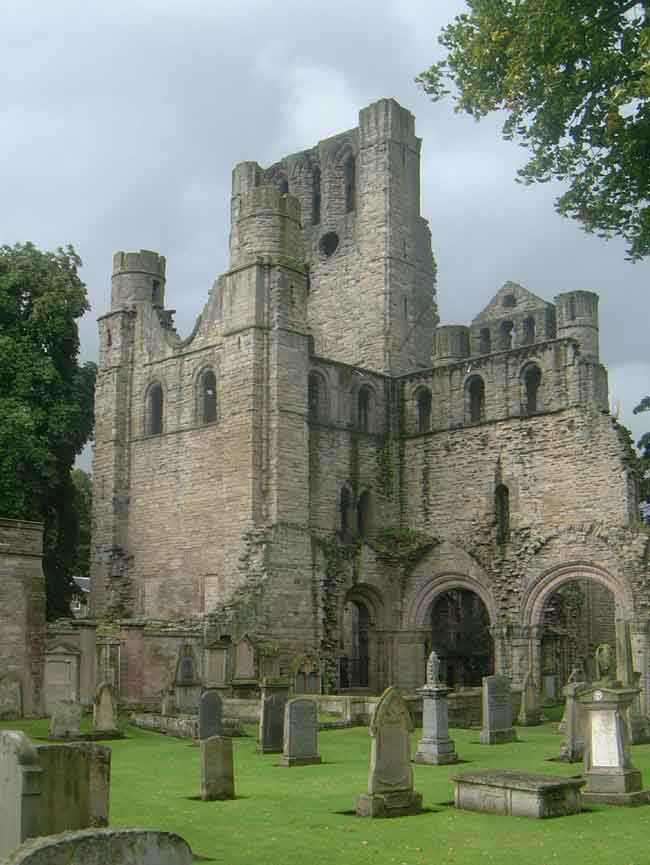
Ruines de l'abbaye de Kelso, originellement située à Selkirk en 1113, puis déplacée à Kelso en 1128.

David est certainement l'un des plus importants patrons religieux d'Écosse à son époque. En 1113, dans ce qui est peut-être son premier acte en tant que prince de Cumbrie, il fonde l'abbaye de Selkirk pour l'ordre de Bernard de Tiron. Plusieurs années plus tard, il visite lui-même Tiron, probablement pour recruter de nouveaux moines. En 1128, il transfère l'abbaye de Selkirk à Kelso, près de Roxburgh, sa résidence principale. En 1144, David et l'évêque Jean de Glasgow incite l'abbaye de Kelso à fonder une maison fille, le prieuré de Lesmahagow. David poursuit également l'œuvre d'Alexandre Ier vis-à-vis des augustins, en fondant l'abbaye de Holyrood avec des moines venus du prieuré de Merton. David et l'évêque Jean ont également fondé l'abbaye de Jedburgh selon les critères de Beauvais en 1138. D'autres fondations liées aux augustins ont lieu comme celles de la cathédrale Saint-Andrew, établit par David et Robert de Scone en 1140 ; une autre abbaye augustine, dont les critères correspondent à ceux d'Arrouaise en France, est fondée en 1147 à Cambuskenneth près de Stirling, un autre important centre de pouvoir royal. Toutefois, le 23 mars 1137, David se tourne également vers les cisterciens en fondant la célèbre abbaye de Melrose avec des moines venus de l'abbaye de Rievaulx. Melrose va devenir un centre religieux majeur au sud de la Forth. C'est à partir de cette abbaye que David fonde l'abbaye de Newbattle à Midlothian, celle de Kinloss dans le Moray et celle de Holmcultram dans le Cumberland. David a également soutenu les Bénédictins en introduisant des moines à Coldingham (propriété non monastique du prieuré de Durham) en 1139 et en en faisant un prieuré en 1149. Les activités de David sont parallèles à celles d'autres leaders écossais. Par exemple, l'abbaye de Dryburgh est fondée en 1150 par des moines de l'abbaye d'Alnwick sous la protection d'Hugh de Morville, seigneur de Lauderdale. De plus, six ans après la fondation de l'abbaye de Melrose, le roi Fergus de Galloway fonde lui aussi une abbaye s'appuyant sur celle de Rievaulx à Dundrennan, qui deviendra une importante propriétaire terrienne en Galloway et en Irlande et est alors pour Francesco Pegolotti la plus riche abbaye d'Écosse.

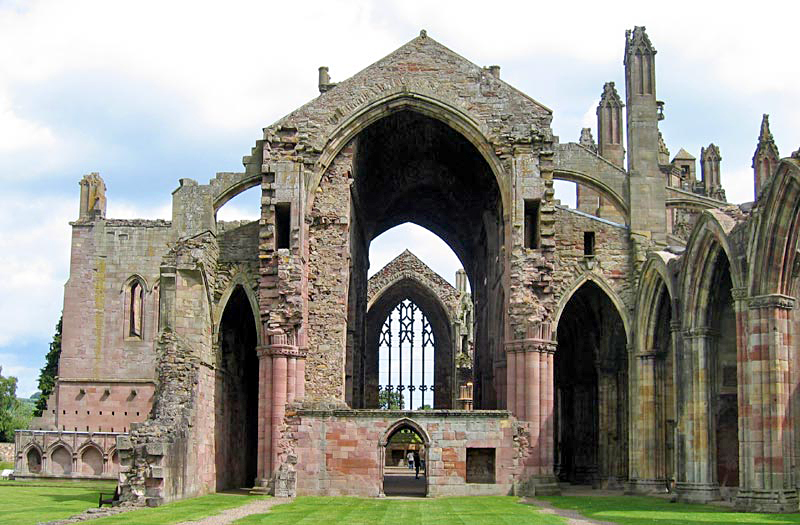
Ruines de l'abbaye de Melrose.

De tels monastères ne sont pas seulement l'expression de la foi de David, ils contribuent également à la transformation de la société écossaise. Ils deviennent des centres de forte influence étrangère puisqu'ils sont souvent fondés par des moines Français ou Anglais. Ce sont également des sources d'hommes lettrés, capables de servir au mieux la couronne et ses besoins administratifs. C'est particulièrement le cas des Augustins. Par ailleurs, ces nouveaux monastères, et particulièrement les cisterciens, introduisent de nouvelles pratiques agricoles. Duncan décrit les établissements cisterciens comme « la plus grande contribution de David Ier à la vie religieuse du royaume » . Les Cisterciens assimilent la santé spirituelle à l'exploitation de leur environnement et le développement économique. Leur travail transforme le sud de l'Écosse en un des plus importants centres de production de laine de mouton.

### Évêché de Glasgow
Presque immédiatement après avoir pris en charge la principauté de Cumbrie, David place l'évêché de Glasgow aux mains de son chapelain Jean, que David a rencontré au cours de son voyage en Normandie auprès d'Henri après 1106. Jean lui-même est associé de près à l'ordre de Bertrand de Tiron, et probablement favorable aux idées de la réforme grégorienne du point de vue de l'organisation épiscopale. David met en œuvre un inquest, par laquelle il octroie à l'évêché toutes les terres de  sa principauté, excepté celle située le plus à l'est déjà gérée par l'évêque de Saint Andrews. David a donné à Glasgow assez de terres pour permettre à l'archevêché d'être autosuffisant, et pour assurer à l'évêché de devenir à long terme le second plus important évêché d'Écosse. Dans les années 1120, les travaux visant à bâtir une cathédrale dans le diocèse commencent. David s'arrange également pour que les évêchés qu'il remet en place reste indépendants des autres, ce qui va générer des conflits avec l'Église anglaise, les archevêchés de Cantorbéry et d'York réclamant gouvernance sur ces évêchés.

### Organisation de l'Église
On a un moment considéré que le système paroissial écossais devait entièrement son origine à David Ier. Aujourd'hui, les historiens sont plus modérés. Bien que David ait déplacé l'évêché de Mortlach à l'est du nouveau burgh d'Aberdeen et permis la création du diocèse de Caithness, aucun autre évêché ne peut être totalement attribué à David. L'évêché de Glasgow est restauré plus que recréé. Dans le cas de l'évêché de Whithorn, la résurrection de ce diocèse est surtout le travail de Thurstan, archevêque d'York, avec l'appui du roi Fergus de Galloway et de Gille Aldan. Ailred de Rievaulx écrit que l'eulogie de David se met en place à son arrivée au pouvoir, « il trouve trois ou quatre évêques dans toute l'Écosse [au nord de la Forth], et les gens errent sans pasteur et perdent valeurs morales comme propriétés ;  à sa mort, il en laisse neuf, dans d'anciens évêchés qu'il rétablit, mais également de nouveaux qu'il crée » .
David est en partie responsable d'avoir conduit les évêchés semi-monastiques comme ceux de Brechin, de Dunkeld, Mortlach et Dublane à devenir complètement épiscopal et s'intégrer dans le système de diocèse national. Comme pour le développement du système paroissial, David ne peut être considéré raisonnablement comme l'unique responsable de ces avancées. L'Écosse avait déjà un ancien système de paroisses datant du haut Moyen Âge, et les tendances normandes introduites par David correspondent en fait plus à une remise au goût du jour plutôt qu'une création véritable. Il rapproche le système écossais de ceux pratiqués en Angleterre et en France.